# قلعه شماره ۳ آب باریک
قلعه شماره ۳ آب باریک مربوط به سدهٔ ۶ و ۷ ه.ق است و در شهرستان ورامین، بخش جوادآباد، روستای آب باریک واقع شده و این اثر در تاریخ ۱۱ شهریور ۱۳۸۲ با شمارهٔ ثبت ۹۸۸۵ به‌عنوان یکی از آثار ملی ایران به ثبت رسیده است.